# Anatolie Costin
Anatolie Costin (n. 7 iunie 1924) este un fost deputat român în legislatura 1992-1996, ales în județul Suceava pe listele partidului PDSR.